# Ania z Zielonego Wzgórza (film 1919)
Ania z Zielonego Wzgórza – amerykański niemy film fabularny z 1919 roku, oparty na powieści Ania z Zielonego Wzgórza Lucy Maud Montgomery. Film się nie zachował.

## Opis fabuły
Ania, wcześnie osierocona dziewczynka, wskutek nieporozumienia trafia do domu Maryli i Mateusza na Zielonym Wzgórzu. Dziewczynka, choć nieustannie wpada w jakieś kłopoty, zdobywa sympatie otoczenia i odnajduje prawdziwie rodzinny dom.

## Obsada
- Mary Miles Minter – Ania
- Paul Kelly – Gilbert Blythe
- Marcia Harris – Maryla Cuthbert
- Frederick Burton – Mateusz Cuthbert
- Carolyn Lee – Mrs. Barry

## Zdjęcia
Zdjęcia do filmu realizowane były na terenie amerykańskiego stanu Massachusetts.